# Sońsk (gmina)
Sońsk – gmina wiejska w województwie mazowieckim, w powiecie ciechanowskim. W latach 1975–1998 gmina położona była w województwie ciechanowskim.
Siedziba gminy to Sońsk.
Według danych z 30 czerwca 2004 gminę zamieszkiwało 8177 osób.
Jest to największa gmina powiatu. Ma charakter typowo rolniczy. Jest położona przy południowej granicy powiatu ciechanowskiego. W gminie funkcjonuje ponad 350 podmiotów gospodarczych. W granicach gminy znajduje się 40 miejscowości. Położona jest na trasie przebiegu magistralnej linii kolejowej E-65 Gdańsk-Warszawa. Odległość do Warszawy wynosi ok. 100 km.
Przeważają tu grunty IV i V klasy, co wiąże się z uprawą zbóż i roślin okopowych. Na terenie gminy od lat rozwiązywany jest problem zaopatrzenia wsi w wodę oraz trwają prace przy budowie kanalizacji.
Na terenie gminy funkcjonują 4 szkoły podstawowe, 3 przedszkola oraz Zespół Szkół Centrum Kształcenia Rolniczego.

## Struktura powierzchni
Według danych z roku 2002 gmina Sońsk ma obszar 154,99 km², w tym:
- użytki rolne: 84%
- użytki leśne: 10%

Gmina stanowi 14,59% powierzchni powiatu.

## Demografia

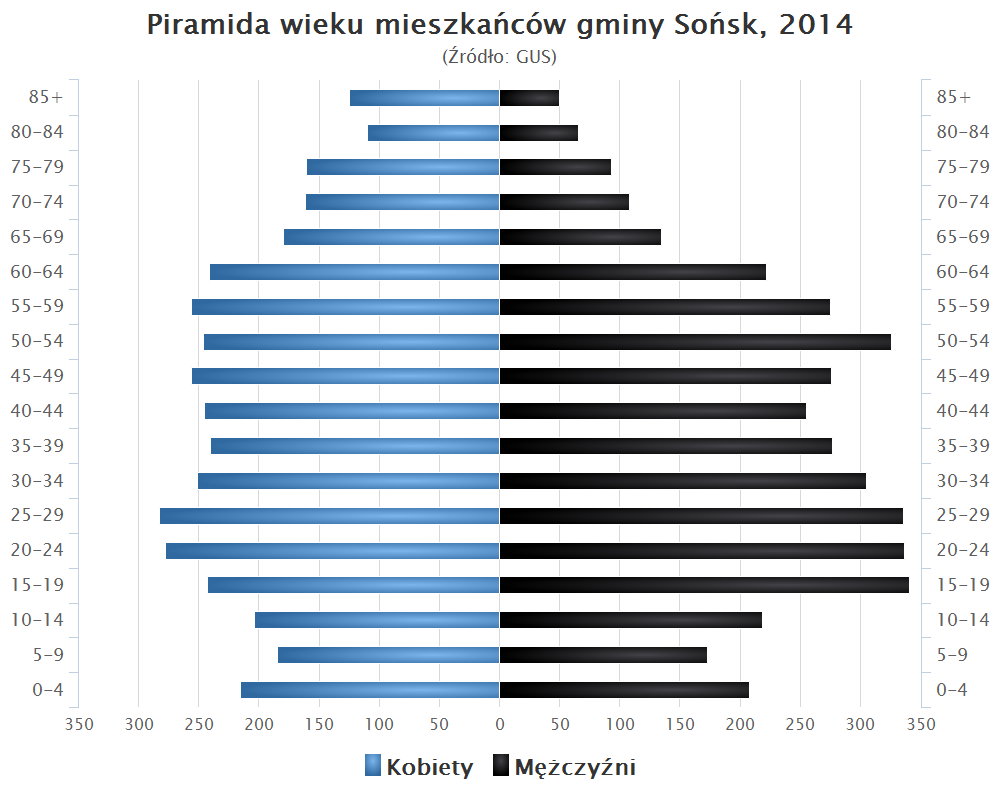
Piramida wieku mieszkańców gminy Sońsk w 2014 roku

Dane z 30 czerwca 2004:
| Opis                              | Ogółem | Ogółem | Kobiety | Kobiety | Mężczyźni | Mężczyźni |
| --------------------------------- | ------ | ------ | ------- | ------- | --------- | --------- |
| jednostka                         | osób   | %      | osób    | %       | osób      | %         |
| populacja                         | 8177   | 100    | 4070    | 49,8    | 4107      | 50,2      |
| gęstość zaludnienia (mieszk./km²) | 52,8   | 52,8   | 26,3    | 26,3    | 26,5      | 26,5      |

## Sołectwa
Bądkowo, Bieńki-Karkuty, Bieńki-Śmietanki, Burkaty, Chrościce, Cichawy, Ciemniewko, Ciemniewo, Damięty-Narwoty, Drążewo, Gąsocin, Gołotczyzna, Gutków, Kałęczyn, Komory Błotne, Komory Dąbrowne, Kosmy-Pruszki, Koźniewo-Łysaki, Koźniewo Średnie, Koźniewo Wielkie, Łopacin, Marusy, Mężenino-Węgłowice, Niesłuchy, Olszewka, Ostaszewo, Pękawka, Sarnowa Góra, Skrobocin, Soboklęszcz, Sońsk, Spądoszyn, Strusin, Strusinek, Szwejki, Ślubowo, Wola Ostaszewska.
Miejscowości podstawowe bez statusu sołectwa: Dziarno, Marianowo
Części wsi: Bieńki-Skrzekoty, Bratne, Chrościce-Łyczki, Janówek, Pogąsty.

## Sąsiednie gminy
Ciechanów, Gołymin-Ośrodek, Gzy, Nowe Miasto, Ojrzeń, Sochocin, Świercze